# Sparland
Sparland és una població dels Estats Units a l'estat d'Illinois. Segons el cens del 2000 tenia 504 habitants.

## Demografia
Segons el cens del 2000, Sparland tenia 504 habitants, 185 habitatges, i 143 famílies. La densitat de població era de 335,5 habitants/km².
Dels 185 habitatges en un 34,1% hi vivien nens de menys de 18 anys, en un 65,4% hi vivien parelles casades, en un 7,6% dones solteres, i en un 22,2% no eren unitats familiars. En el 18,9% dels habitatges hi vivien persones soles el 7,6% de les quals corresponia a persones de 65 anys o més que vivien soles. El nombre mitjà de persones vivint en cada habitatge era de 2,72 i el nombre mitjà de persones que vivien en cada família era de 3,04.
Per edats la població es repartia de la següent manera: un 26,2% tenia menys de 18 anys, un 8,9% entre 18 i 24, un 28,8% entre 25 i 44, un 21,6% de 45 a 60 i un 14,5% 65 anys o més.
L'edat mediana era de 34 anys. Per cada 100 dones de 18 o més anys hi havia 110,2 homes.
La renda mediana per habitatge era de 32.019 $ i la renda mediana per família de 36.750 $. Els homes tenien una renda mediana de 24.063 $ mentre que les dones 19.028 $. La renda per capita de la població era de 13.924 $. Aproximadament el 3,7% de les famílies i el 5,8% de la població estaven per davall del llindar de pobresa.

## Poblacions més properes
El següent diagrama mostra les poblacions més properes.